# Daniel Boone (film, 1936)
Pour les articles homonymes, voir Daniel Boone (homonymie) et Boone.
Pour plus de détails, voir Fiche technique et Distribution.
Daniel Boone est un film de genre western américain réalisé par David Howard, sorti en 1936.

## Synopsis
En 1775, peu avant la guerre d'indépendance des États-Unis, un groupe de colons quitte le village de Yadkin, en Caroline du Nord, guidé par le trappeur Daniel Boone et son second Aigle Noir ; après un long et difficile voyage à travers les Appalaches, ils atteignent une vallée fertile du 'Kain-tu-kee' (futur Kentucky), où ils installent un nouveau village fortifié, nommé Boonesborough. Mais leur droit de propriété est bientôt contesté par l'administration britannique, à l'initiative de Stephen Marlowe, ancien membre de la petite colonie, chassé par Boone pour avoir failli à une mission de survie qui lui avait été confiée, et ex-rival du trappeur auprès de Virginia, fille du chef de la communauté, Sir John Randolph. De plus, le village est attaqué par une bande d'indiens Shawnee, menée par Simon Girty, un blanc élevé par eux et dévolu à leur cause, la défense du territoire de chasse de la tribu.

## Fiche technique
- Titre original : Daniel Boone
- Réalisateur : David Howard
- Assistants réalisateurs : George Sherman et William O'Connor
- Scénario : Daniel Jarrett, d'après une histoire originale d'Edgecumb Pinchon et des événements authentiques
- Musique : Arthur Kay (crédité Arthur Kaye) et Hugo Riesenfeld (uniquement crédités directeurs musicaux)
- Chansons et paroles : Jack Stern et Harry Tobias
- Directeur de la photographie : Frank B. Good (crédité Frank Good)
- Directeur artistique : Frank Paul Sylos (crédité Frank Sylos)
- Montage : Ralph Dixon
- Producteur : George A. Hirliman, pour sa compagnie de production
- Langue : anglais
- Genre : Western / Film d'aventure
- Format : Noir et blanc
- Durée :  75 minutes
- Dates de sortie :
  - États-Unis : 16 octobre 1936
  - France : 18 décembre 1936

## Distribution

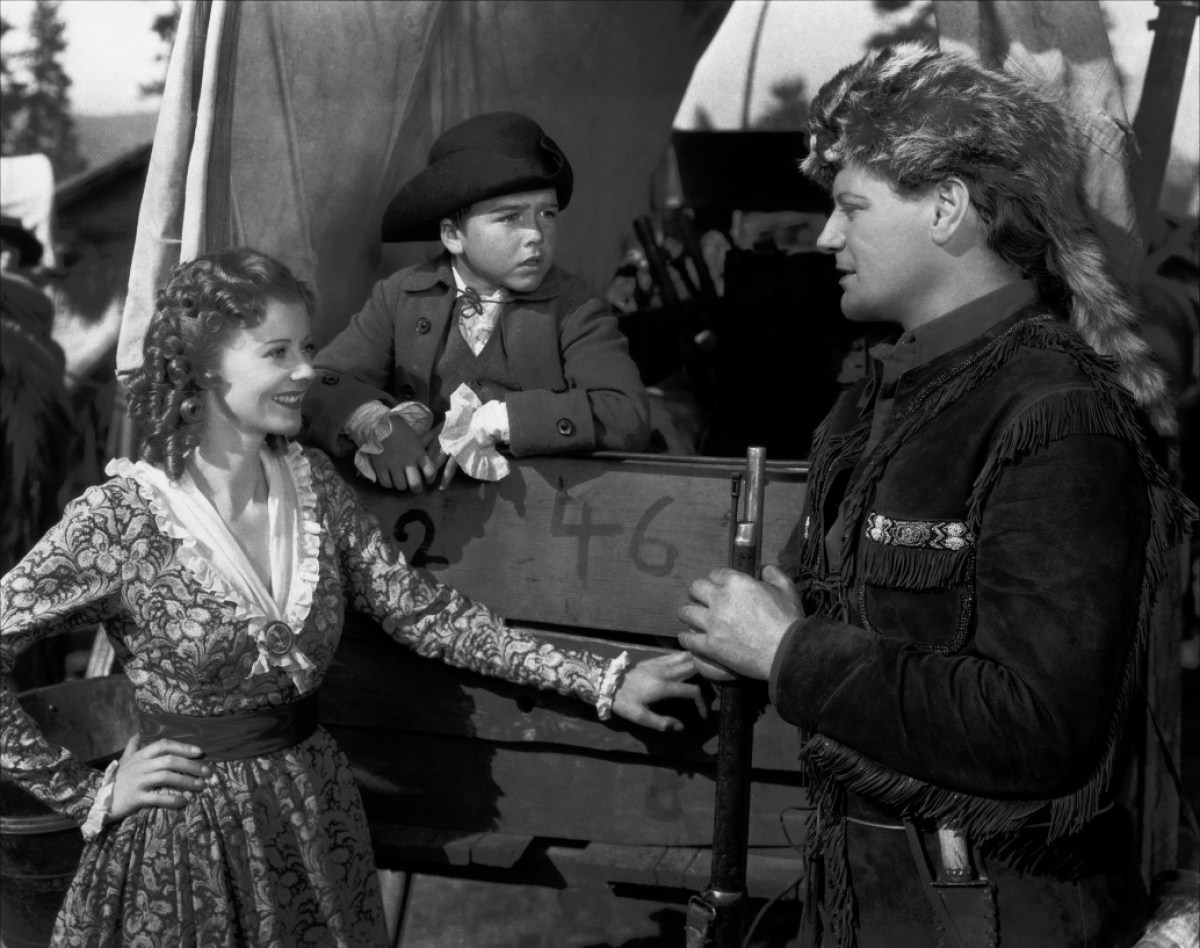
De gauche à droite : Heather Angel, Dickie Jones et Ralph Forbes

(dans l'ordre du générique de début)
- George O'Brien : Daniel Boone
- Heather Angel : Virginia Randolph
- John Carradine : Simon Girty
- Ralph Forbes : Stephen Marlowe
- George Regas : Aigle Noir
- Dickie Jones : Jerry Randolph
- Clarence Muse : Pompey
- Huntley Gordon : Sir John Randolph
- Harry Cording : Joe Burch
- Aggie Herring : Mary Burch
- Crawford Kent : Le procureur général
- Keith Kenneth : Le commissaire aux terres
- Tom Ricketts : L'adjoint du procureur général
- Baron Lichter : Ben Stevens
- Chef John Big Tree (non crédité) : Un guerrier wyandotte